# Leichtathletik-Weltmeisterschaften 2023/Teilnehmer (Republik Moldau)
| Gelbes Symbol für Goldmedaillen mit stilisierten Olympischen Ringen | Graues Symbol für Silbermedaillen mit stilisierten Olympischen Ringen | Braundes Symbol für Bronzemedaillen mit stilisierten Olympischen Ringen |
| ------------------------------------------------------------------- | --------------------------------------------------------------------- | ----------------------------------------------------------------------- |
| —                                                                   | —                                                                     | —                                                                       |

Der Leichtathletikverband von Republik Moldau nahm an den Leichtathletik-Weltmeisterschaften 2023 in Budapest teil. Drei Athleten und eine Athletin wurden vom Verband der Republik Moldau nominiert.

## Ergebnisse

### Männer

#### Laufdisziplinen
| Athlet         | Disziplin | Vorlauf | Vorlauf | Halbfinale | Halbfinale | Finale    | Finale |
| Athlet         | Disziplin | Zeit    | Platz   | Zeit       | Platz      | Zeit      | Platz  |
| -------------- | --------- | ------- | ------- | ---------- | ---------- | --------- | ------ |
| Maxim Răileanu | Marathon  |         |         |            |            | 2:22:46 h | 53     |

#### Sprung/Wurf
| Athlet           | Disziplin  | Qualifikation | Qualifikation | Finale     | Finale |
| Athlet           | Disziplin  | Weite/Höhe    | Platz         | Weite/Höhe | Platz  |
| ---------------- | ---------- | ------------- | ------------- | ---------- | ------ |
| Serghei Marghiev | Hammerwurf | 72,91 m       | 18            | DNQ        | DNQ    |
| Andrian Mardare  | Speerwurf  | 79,78 m       | 12            | 79,66 m    | 11     |

### Frauen

#### Sprung/Wurf
| Athletin          | Disziplin   | Qualifikation | Qualifikation | Finale     | Finale |
| Athletin          | Disziplin   | Weite/Höhe    | Platz         | Weite/Höhe | Platz  |
| ----------------- | ----------- | ------------- | ------------- | ---------- | ------ |
| Dimitriana Bezede | Kugelstoßen | 17,69 m       | 22            | DNQ        | DNQ    |